# Едді Локджо Девіс
Е́дді «Ло́кджо» Де́віс (англ. Eddie "Lockjaw" Davis), справжнє ім'я Е́двард Девіс (англ. Edward Davis; 2 березня 1921, Нью-Йорк, Нью-Йорк — 3 листопада 1986, Калвер-Сіті, Каліфорнія) — американський джазовий музикант (тенор-саксофон), керівник ансамблю.

## Біографія
Народився 2 березня 1921 року Нью-Йорк,  штат Нью-Йорк. Самостійно навчився грати на саксофоні. Вже через 8 місяців після того, як придбав інструмент, почав виступати як професійний музикант в Гарлемі. Швидко отримав визнання як соліст. Співпрацював з Куті Вільямсом (1942–1944), Лакі Мілліндером, Енді Кірком (1945–1946), Луї Армстронгом. У 1945–1952 роках очолював комбо, з яким неодноразово відвідував боп-сесії в нью-йоркському клубі Mintons Playhouse. Працював також в оркестрі Каунта Бейсі (1952–1553, 1957, 1964 і пізніше до 1970-х років), їздив з ним на гастролі до Європи (Англія і Франція). З 1954 року керував власним ансамблем, в 1955 році сформував тріо за участю органістки Ширлі Скотт. У 1960 році почав творче співробітництво з тенор-саксофоністом Джонні Гріффіном (концертував з ним і записав низку платівок).
Входив до числа провідних свінгових тенористів школи Коулмена Гокінса (також зазнав впливу Бена Вебстера і Лестера Янга). Був типовим представником гарлемського джазу. Талановитий соліст-імпровізатор з сильним, яскравим темпераментом, жорстким звукодобуванням, ясно вираженим «блюзовим почуттям», здатністю протягом тривалого часу підтримувати у грі високий рівень динамічного напруження, прогресивним гармонійним мисленням. Прагнув до стильового синтезу свінгу та бібопа (культивував манеру, яку можна визначити як «хард-свінг»). У 1960-ті роки практикував разом з Гріффіном тенор-саксофонові дуети-змагання (battles). Сформував з ним на цій основі новий тип комбо — 2 тенор-саксофони і ритмічна група. Успішно проявив себе як виїзний бенд-лідер (на гастролях оркестру Бейсі в 1960-ті роки). Вніс важливий внесок у становлення основних стильових напрямів сучасного джазу, а також у розвиток та оновлення традицій свінгу (модерн-свінг).
Записувався на таких лейблах, як Savoy, Apollo, Roost, King, Roulette, Prestige/Jazzland/Moodsville/Bluesville, RCA, Storyville, MPS, Black & Blue, Spotlite, SteepleChase, Pablo, Muse, Enja та інші.
Помер 3 листопада 1986 року у віці 65 років в Калвер-Сіті, штат Каліфорнія.

## Дискографія
| - The Eddie «Lockjaw» Davis Cookbook (1958, Prestige) з Ширлі Скотт і Джеромом Річардсоном - Jaws (1958, Prestige) з Ширлі Скотт - The Eddie «Lockjaw» Davis Cookbook, Vol. 2 (1959, Prestige) з Ширлі Скотт і Джеромом Річардсоном - The Eddie «Lockjaw» Davis Cookbook, Vol. 3 (1959, Prestige) з Ширлі Скотт - Smokin' (1958, Prestige) з Ширлі Скотт - Very Saxy (1959, Prestige) з Бадді Тейтом, Коулменом Гокінсом і Арнеттом Коббом - Jaws in Orbit (1959, Prestige) з Ширлі Скотт - Bacalao (1959, Prestige) з Ширлі Скотт - Eddie «Lockjaw» Davis with Shirley Scott (1960, Moodsville) - Misty (1960, Moodsville) з Ширлі Скотт - Afro-Jaws (1960, Riverside) - Battle Stations (1960, Prestige) з Джонні Гріффіном - Trane Whistle (1960, Prestige) - Tough Tenors (1960, Jazzland) з Джонні Гріффіном - Griff & Lock (1960, Jazzland) з Джонні Гріффіном - The First Set (1961, Prestige) з Джонні Гріффіном - The Tenor Scene (1961, Prestige) з Джонні Гріффіном - The Late Show (1961, Prestige) з Джонні Гріффіном - The Midnight Show (1961, Prestige) з Джонні Гріффіном - Lookin' at Monk! (1961, Jazzland) з Джонні Гріффіном - Blues Up & Down (1961, Jazzland) з Джонні Гріффін]]ом - Tough Tenor Favorites (1962, Jazzland) з Джонні Гріффіном - Jawbreakers (1962, Riverside) з Гаррі Едісоном | - Goin' to the Meeting (1962, Prestige) - I Only Have Eyes for You (1962, Prestige) - Trackin' (1962, Prestige) - Blues Shout (1964, Bluesville) з Ширлі Скотт і Елом Смітом - Lock, the Fox (1966, RCA Victor) - The Fox & the Hounds (1967, RCA Victor) - Love Calls (1968, RCA Victor) з Полом Гонсалвесом - Tough Tenors Again 'n' Again (1970, MPS) з Джонні Гріффіном - The Tenor Giants Featuring Oscar Peterson (1975, Pablo) з Зутом Сімсом - Eddie "Lockjaw" Davis 4 — Montreux '77 (1977, Pablo) - Swingin' Till the Girls Come Home (1977, Inner City) з Томасом Клаусеном, Бо Стіффом і Алексом Рілем - The Heavy Hitter (1979, Muse) - Sonny, Sweets and Jaws — Live at Bubbas (1981) з Сонні Стіттом і Гаррі Едісоном - Jazz at the Philharmonic — Yoyogi National Stadium, Tokyo 1983: Return to Happiness (1983, Pablo) - Jaw's Blues (1986, Enja) з Горасом Парланом, Реджі Джонсоном і Елвіном Квіном |